# Viré-en-Champagne
Viré-en-Champagne é uma comuna francesa na região administrativa do País do Loire, no departamento de Sarthe. Estende-se por uma área de 11.48 km². Em 2010 a comuna tinha 203 habitantes (densidade: 17,7 hab./km²).